# Dominique Antoine Magaud
Dominique Antoine Magaud est un peintre français, né à Marseille le 4 août 1817, et mort dans la même ville le 23 décembre 1899.

## Biographie
Issu d'une famille bourgeoise, Dominique Antoine Magaud commence sa carrière comme peseur juré. Admis à l'école des beaux-arts de Marseille le 8 octobre 1839, il suit les cours d'Aubert, puis complète ses études à Paris où il devient l'assistant de Léon Cogniet. À la sortie de l'École des beaux-arts de Paris, il demeure à Paris et reste proche du cercle de Cogniet.
De retour à Marseille, il réalise à partir de 1853 le décor des grands cafés marseillais très à la mode à cette époque. La commande du décor du plafond du célèbre café des Mille-Colonnes fait de Magaud un peintre renommé. Sur ce plafond, aujourd'hui disparu, étaient représentés Le Triomphe d'Amphitrite et L'Éducation de Bacchus. Il peint La France offrant des couronnes aux hommes qui l'ont illustrée en 1853 pour le café de France situé sur la Canebière. En 1858, il compose Marseille recevant les produits des différentes nations du globe et leur offrant les siens en échange pour le café des Deux Mondes et, en 1860, Cybèle sur un char trainé par des lions pour le Grand Hôtel. Toutes ces œuvres ont disparu.
Les jésuites qui dirigent le Cercle religieux font appel à Magaud pour décorer la grande salle de réunion de leur cercle. Ce Cercle religieux, situé au no 7 rue de la Mission-de-France, occupait les anciens locaux créés en 1643 par les prêtres de la congrégation de Saint-Vincent de Paul connus sous le nom de Messieurs de la Mission de France. Ces religieux étaient aumôniers des galères et s'occupaient du rachat des captifs. Après une location aux Clarisses, ces locaux sont donc occupés par les jésuites qui font réaliser par l'architecte Pascal Coste une chapelle et une salle de réunion (26 × 8,50 m) connue sous le nom de galerie historique. Cette salle de réunion sera décorée de quinze grandes toiles de Magaud, réalisées de 1856 à 1864, représentant le rôle civilisateur du catholicisme. La lecture de ce cycle de peinture devait se faire à partir d'une grande toile marouflée au plafond, aujourd'hui disparue, représentant la Vierge dans les cieux entourées d'anges.
Magaud obtient ensuite une importante commande du préfet Maupas pour le décor de la préfecture des Bouches-du-Rhône en cours de construction. De 1865 à 1873, il réalise huit plafonds à sujets allégoriques et trente deux sujets divers dans les appartements. En 1866, la chambre de commerce lui passe commande de la décoration du plafond du palais de la Bourse ; cette peinture, détruite au cours des bombardements de la ville en août 1944 pour sa libération, représentait L'Apothéose des grands hommes de Provence.
En 1869, il devient directeur de l'école des beaux-arts de Marseille et lui donne une nouvelle impulsion. À partir de 1873, date de l'achèvement du décor du palais de la Bourse, il se consacre presque entièrement à la direction de l'école. Durant les vingt-sept ans de sa direction le nombre de professeurs passe de trois à son arrivée à dix-huit à son départ. Il forme de nombreux artistes dont Jean-Baptiste Olive. Parmi les étudiants, deux peintres et cinq sculpteurs obtiennent un prix de Rome. Il réalise en 1894 la décoration de la salle des fêtes de l'école des beaux-arts située à l'époque au palais des Arts.
Le 19 avril 1866, il est nommé membre de l'Académie de Marseille. Son buste sculpté par Émile Aldebert est conservé dans le hall du conservatoire de musique au Palais des Arts à Marseille.

## Distinctions et hommages
Par décret du 29 décembre 1886, Dominique Magaud est nommé chevalier de la Légion d'honneur. Une rue du 7e arrondissement de Marseille porte son nom.

## Œuvres dans les collections publiques
- Marseille, musée des beaux-arts :
  - Portrait de l'artiste, 94 × 74 cm[9] ;
  - Portrait de Mademoiselle Eugénie Armand, 155 × 120 cm[10] ;
  - Portrait de Monsieur Amédée Armand, président de la chambre de commerce de Marseille, 155 × 120 cm[11] ;
  - Portrait du pape Pie IX, 215 × 130 cm[12] ;
  - Un Baiser à la glace, 92 × 73 cm[13] ;
  - Quinze tableaux réalisés pour la Mission de France :
    - La Peinture : Fra Angelico de Fiesole contemple la céleste beauté de la sainte Vierge ;
    - La Théologie : Saint Bonaventure et saint Thomas d'Aquin, an 1254 ;
    - Les Lettres : Charlemagne et Alcuin ou l'école palatine ;
    - La Législation : saint Louis rendant la justice sous le chêne de Vincennes ;
    - L'Éloquence : saint Bernard à Vézelay prêchant la deuxième croisade, an 1148 ;
    - La Poésie : Virgile, Dante et le Stace ;
    - La Navigation : Christophe Colomb aborde le Nouveau Monde en 1492 ;
    - L'Architecture : Michel-Ange présente à Paul III son plan de Saint-Pierre en 1546 ;
    - La Musique : Palestrina offre à Pie IV sa messe dite de Marcel II, an 1563 ;
    - L'Agriculture : Les réductions du Paraguay, an 1586-1767 ;
    - Le Courage Militaire : Le Grand Condé à la bataille de Rocroi, an 1645 ;
    - Le Courage Civil : La peste de 1720 à Marseille ;
    - La Philosophie : Saint Justin confondant le philosophe Tryphon, an 150 ;
    - L'Histoire : Bossuet instruisant le Dauphin, an 1675 ;
    - Les Sciences : Volta, avec l'autorité de la science, affermit Silvio Pellico dans la foi, an 1819.

## Élèves
- Maurice Bompard (1857-1936)
- Jean-Baptiste Olive

## Iconographie
- Émile Aldebert, Dominique Antoine Magaud, buste en marbre, Marseille, palais des Arts.

## Galerie

Œuvres de Dominique Antoine Magaud
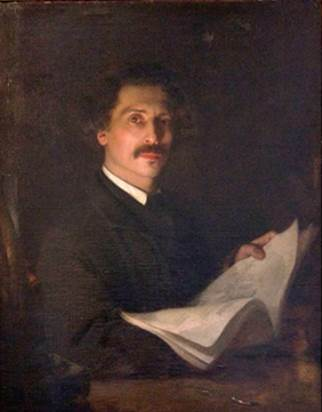
Autoportrait, Académie de Marseille.
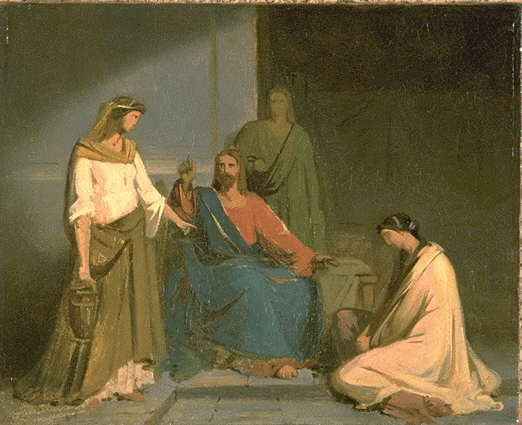
Jésus chez Marthe et Marie (1843), Paris, École nationale supérieure des beaux-arts.
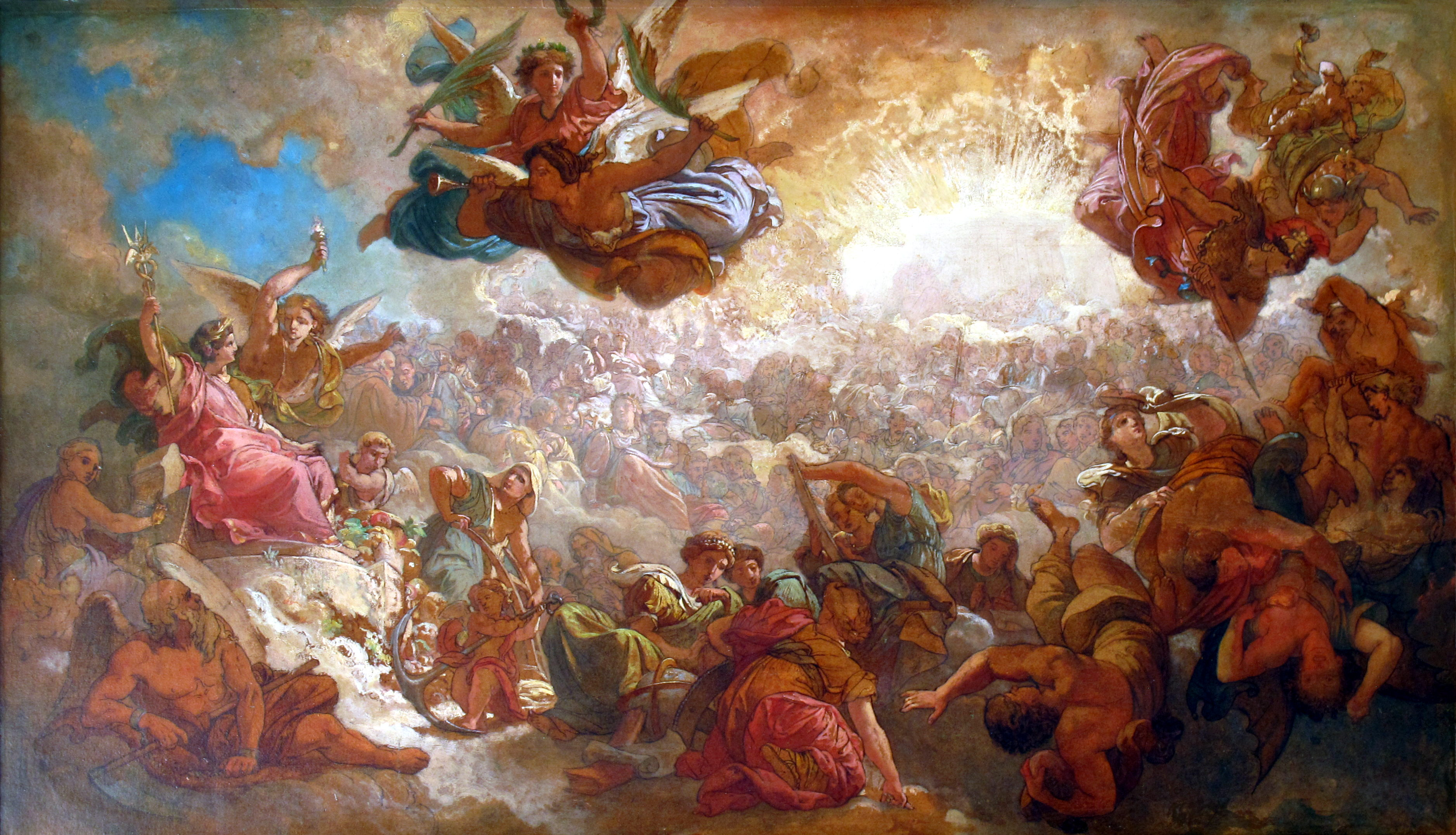
L'Apothéose des grands hommes de Provence, esquisse, Marseille, musée de la Marine.
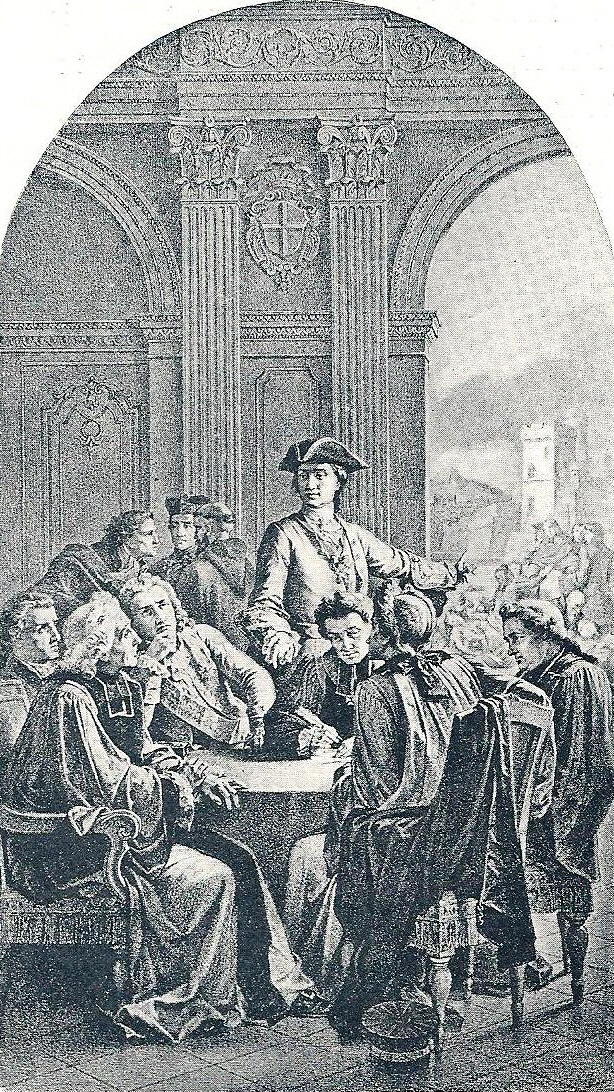
Courage civil. Les échevins de Marseille pendant la peste de 1720, gravure.
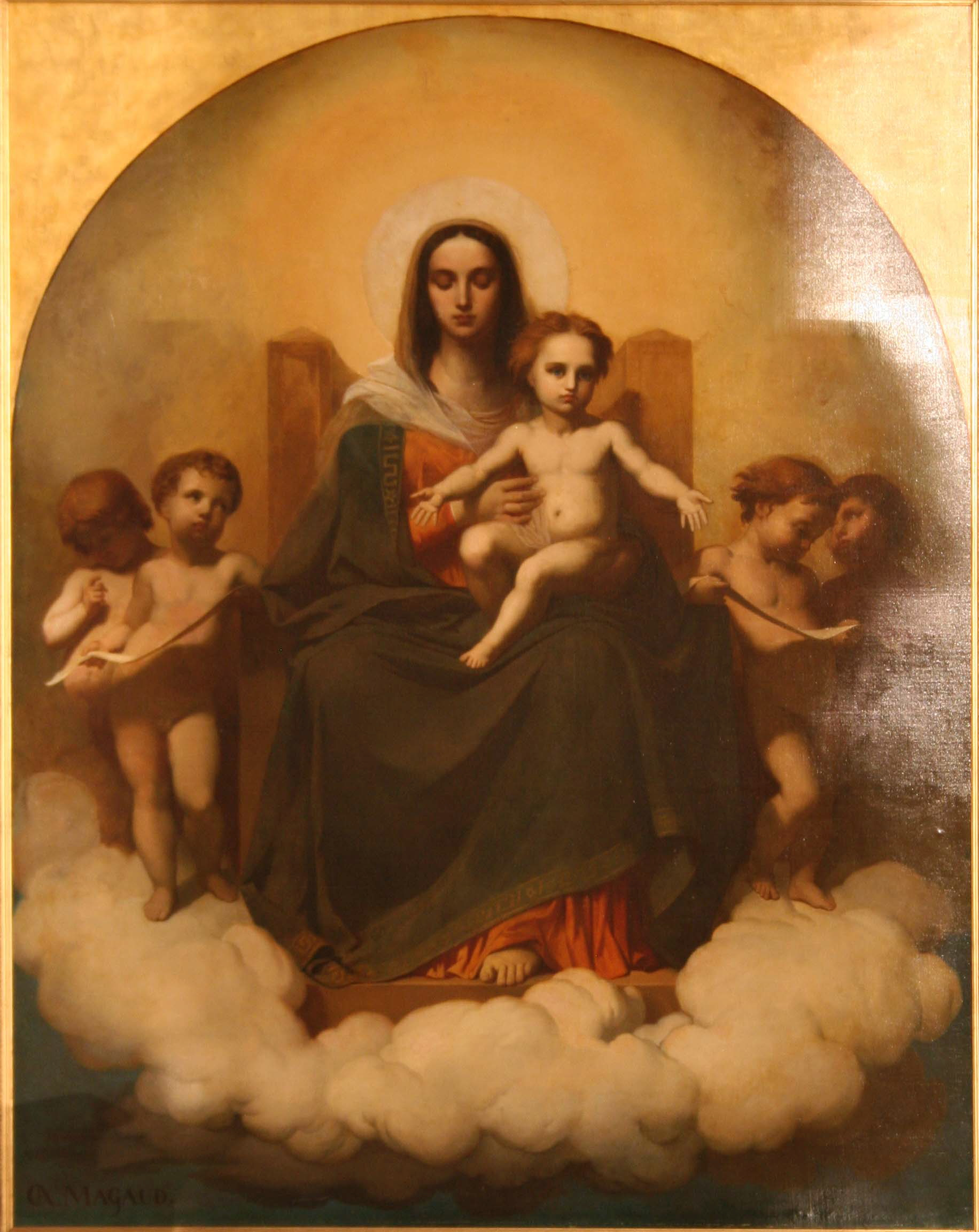
Vierge à l'enfant, église Saint-Philippe de Marseille.
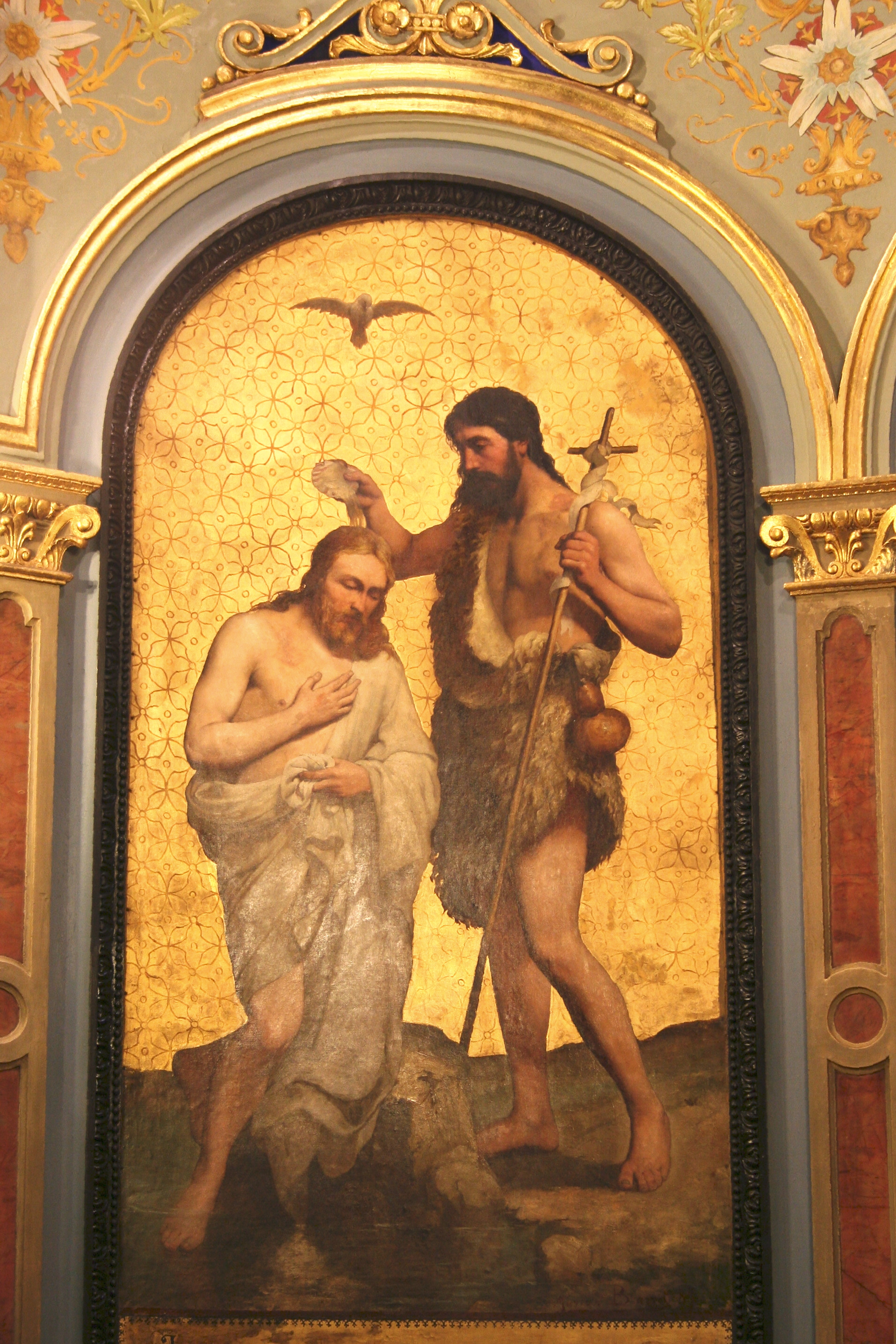
Saint Jean-Baptiste baptisant Jésus, Marseille, église de La Trinité-La Palud.
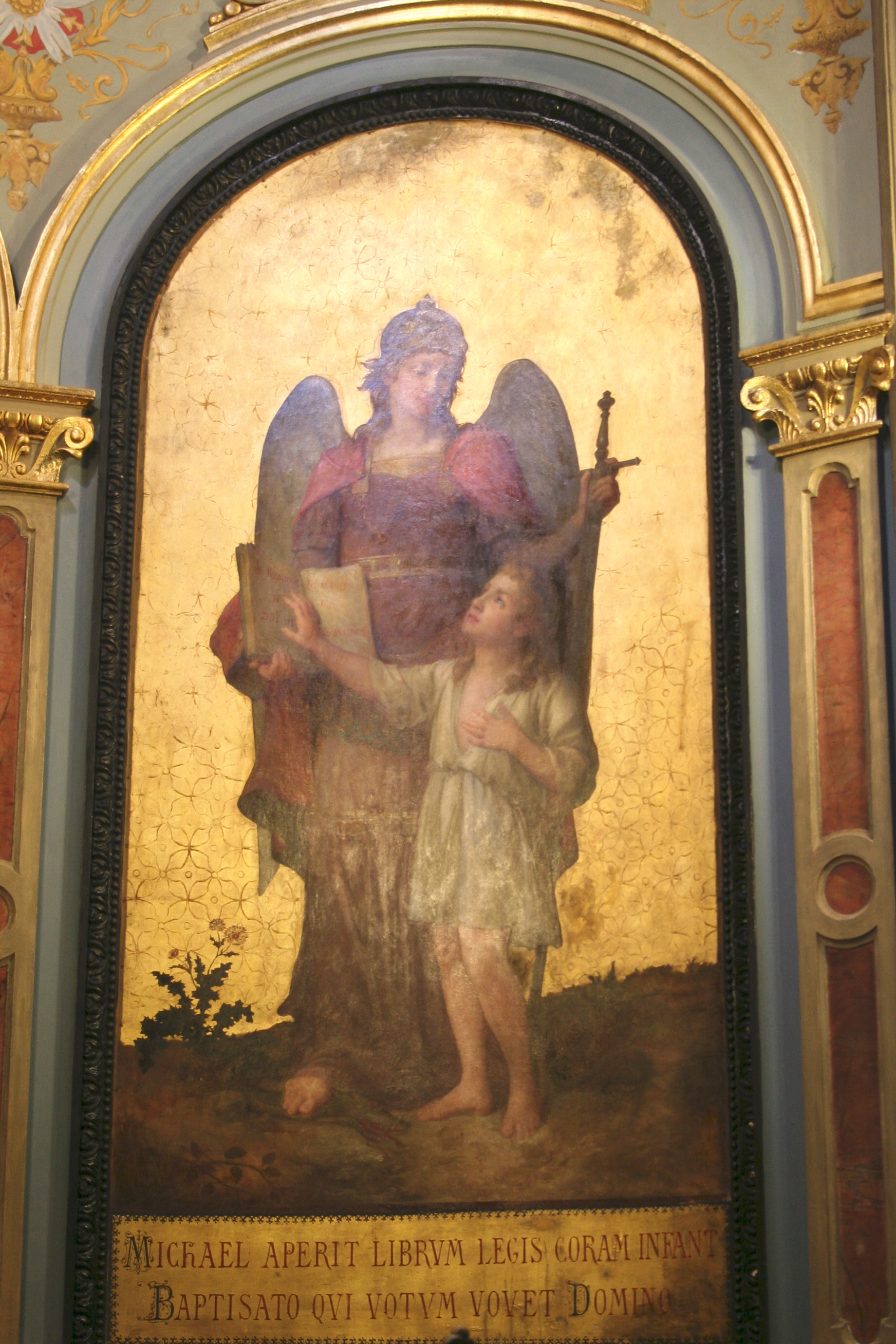
Saint Michel archange, Marseille, église de La Trinité-La Palud.